# Cataratas de Kawasan
Las Cataratas de Kawasan son unas cascadas en la isla de Cebú, localizada en el centro de Filipinas. Las cascadas se encuentran en el banrangay de Matutinao en el municipio de Badian a una distancia de unos 130 kilómetros al suroeste de la ciudad de Cebú, y son una gran atracción para los locales y los turistas. Las cascadas están situadas en un entorno denso y son accesibles a través de un sendero de 1,5 kilómetros de largo cuesta arriba desde la carretera principal a lo largo de la costa oeste de Cebú. Las Cataratas del Kawasan son una serie de cascadas, La primera cascada, vista desde la carretera principal, es la más grande.